# 林錦鴻
林錦鴻（1905年8月9日—1985年），臺灣彰化縣芬園鄉社口村人，畫家，曾與呂鐵洲、郭雪湖、陳敬輝、楊佐三郎、曹秋圃共組「六硯會」。日治時期他在彰化市公會堂開過畫展，二次大戰後曾擔任過第三屆芬園鄉鄉民代表，也加入臺灣新民報社擔任美術記者。他也是臺灣中部美術協會、礦溪畫會與彰化縣美術協會的會員。
他的作品曾入選「臺展」、「春陽展」、臺灣千人畫會畫展、彰化縣美術協會畫展、中日交流展、芳蘭美展等畫展。

## 生平
林錦鴻出身彰化芬園社口村，於大正十五年（1926年）臺北師範學校（今臺北教育大學）畢業後曾任教於芬園公學校三年。後來他在昭和四年（1929年）到日本東京的川端畫學校，向田邊至與岡田三郎助學習，期間在東京參加新春臺展及臺灣美術展，其作品《少女》受當時臺灣總督石塚英藏讚賞並予以購買收藏。之後在昭和十年（1935年）6月9日與呂鐵洲、郭雪湖、陳敬輝、楊佐三郎、曹秋圃共組「六硯會」，曾計畫成立美術館但未果。之後曾前往上海經商五年。
二次大戰後返臺，曾經獲得芬園鄉食鹽專賣權，並擔任過食鹽商業同業公會常務理事、會長等職，除此之外他還擔任過芬園國民學校家長會長與第三屆鄉民代表現任職於介壽國中小。